# 香川県文化芸術新人賞
香川県文化芸術新人賞（かがわけんぶんかげいじゅつしんじんしょう）は、2008年度から行われている香川県ゆかりの新人芸術家を顕彰する賞。

## 概要
2007年に施行された「文化芸術の振興による心豊かで活力あふれる香川づくり条例」第19条に基づき、2008年度から開始。県内で文学、音楽、美術、演劇などの芸術活動や文化活動を行なっていて、香川県における文化芸術の振興に貢献することが期待される芸術家（原則40歳未満の香川県在住者又は出身者）が対象。
受賞者は成果発表として展覧会やコンサートなどが開催される他、賞状と奨励金が贈られる。

## 受賞者
- 第1回（2008年度） - 飯間智美（日本画家）、上野由恵（フルート奏者）、松下京介（指揮者）、松本光太（漆芸家）、山端篤史（造形作家）
- 第2回（2009年度） - 亀井洋一郎（陶芸家）、辻孝史（漆芸家）、國末貞仁（サクソフォン奏者）、白井奈緒美（サクソフォン奏者）
- 第3回（2010年度） - 石川幸司（クラリネット奏者）、勝木繁昌（彫刻家）、曽根三千代（洋画家）、漆川亜美（ピアニスト）、谷原めぐみ（ソプラノ歌手）
- 第4回（2011年度） - 富田珠里（ピアニスト）、中川沙綾香（洋画家）、藤谷佳奈枝（ソプラノ歌手）、森安史（漆芸家）
- 第5回（2012年度） - 田淵太郎（陶芸家）、四宮龍（造形作家）、竹内信善（造形作家）
- 第6回（2013年度） - 筒井志帆（ヴァイオリニスト）、東川暁洋（トロンボーン奏者）、藪内江美（漆芸家）
- 第7回（2014年度） - 真鍋恵子（フルート奏者）、宮崎朋菜（ピアニスト）、山下貴光（小説家）
- 第8回（2015年度） - 中村優花（フルート奏者）、野口哲哉（現代美術）
- 第9回（2016年度） - 石井雅登（俳優）、佐藤采香（ユーフォニアム奏者）、高松明日香（洋画家）、西紋和希（ピアニスト）
- 第10回（2017年度） - 神垣夏子（漆芸家）、鐵百合奈（ピアニスト）、安冨洋貴（絵画）
- 第11回（2018年度） - 大久保成美（フルート奏者）、岡明宏（バリトン歌手）、涼野海音（俳人）
- 第12回（2019年度） - 福本百恵（日本画家）、政本絵美（バレエダンサー）、宮脇慎太郎（写真家）
- 第13回（2020年度） - 佐々木誉斗（陶芸家）、住吉佑太（和太鼓）、若狭知恵（フルート奏者）